# Arthur Christian Jørgensen
Arthur Christian Jørgensen (19. marts 1908 i Fjellebroen – 17. april 1994) i Søby på Ærø, var en dansk erhvervsleder, iværksætter og grundlægger af Søby Værft, i Søby.
Han er udlært som maskinarbejder på sin fars maskinfabrik Fjellebro Motorfabrik i Fjellebroen, der fremstillede de kendte skibsmotorer "Fjellebromotorer". 1930 flyttede han sammen med sin kone Gerda til Søby, hvor han den den i. oktober 1931 etablerer "Søby Motorfabrik", et værksted, der specialiserer sig i reparation og forbedring af mindre skibsmotorer. Produktionen af skibsmotorer indledes 1937 med 6 stk. benzin-og 4 stk. råoliemotorer, og den første bedding indvies 1941. 1950 starter stålskibsreparationsafdelingen og bådeværftet. Der bygges fiskerbåde af træ, og ca. 30 mand er beskæftiget. 1959 bliver den første ståltrawler bygget. Værftet er øens største arbejdsplads med ca, 80 medarbejdere.
Arthur Jørgensen var blandt andet som iværksætter med til at oprette en biograf i Søby, etablering af to færgeruter fra Søby og en restaurant samme sted. Han er endvidere æresborger i Ærø Kommune.

## Arthurs Akademi
Projektgruppen "I Arthurs Fodspor" er en arbejdsgruppe i Søby Erhvervsforening. Projektet begyndte i 2016 med byvandringen ”I Arthurs Fodspor”. 2018 begyndte Projekt "Arthurs Akademi", som handler om at bygningen hvor Arthurs motorfabrik begyndte, skal forvandles til "Arthurs Akademi", hvor historien om Arthur Jørgensen og de særlige værftsfag skal præsenteres på en lettilgængelig og interessevækkende måde. Projektet omfatter en nænsom renovering af den gamle fabriksbygning, som i foråret 2018 åbnede som museum for Arthur. Den daglige drift af "Arthurs Akademi" skal ske gennem frivillig arbejdskraft med maritime kompetencer. Arbejdsgruppens mål er at formidle Arthurs livsværk, og skabe et miljø med faglighed og læring for alle. En særlig ambition er at gøre unge opmærksomme på "de sorte fag" og de mange muligheder, der er i smedeuddannelserne.